# Kijang Kota
Kijang Kota is een bestuurslaag in het regentschap Bintan van de provincie Riau-archipel, Indonesië. Kijang Kota telt 26.441 inwoners (volkstelling 2010).